# Елізабет Ісакссон
Елізабет Ісакссон — шведська гляціологиня і геологя, яка досліджувала історію полярного клімату на основі крижаних ядер. Вона також вивчала забруднення снігу та льоду на норвезькому острові Шпіцберген і брала участь у відзначених нагородами європейських проєктах щодо зміни клімату в Антарктиці.

## Освіта
Ісакссон закінчила геомедицину в університеті Умео в 1986 році. Вона отримала вчену ступінь в Стокгольмському університеті та звання магістра в університеті штату Мен в 1991 році. Працюючи над темою Кліматичні записи з неглибоких фірних ядер, Земля Дроннінг Мод, Антарктида, вона захистила докторську дисертацію в Стокгольмському університеті в 1994 році.

## Кар'єра
Ісакссон була дослідницею з антарктичних проєктів у Стокгольмському університеті (1988—1995), перш ніж стати гляціологинею у Норвезькому Полярному Інституті в лютому 1995 року. Починаючи з 2001 року, вона працювала над записами з льодового ядра Ломонсовфонни на Шпіцбергені, сприяючи ряду робіт з питань зміни клімату за останні 800 років.
Завдяки змінам у ставленні до сприйняття жінок у науці з 1990-х років, Ісаксон мала можливість працювати гляціологинею більше 25 років. Працюючи над докторською дисертацією під керівництвом Вібьорна Карлена, вона провела дослідження на Кебнекайсе, найвищій горі Швеції. В Норвезькому полярному інституті вона сприяла дослідженню зміни клімату голоцену в Антарктиці з льоду і морського осаду кори, ядерних опадів над норвезькими територіями та сприяла спільній роботі зі Сполученими Штатами щодо мінливості клімату в Східній Антарктиці. Ісакссон є ключовою учасницею Європейського EPICA Антарктичного клімат-проєкту, який отримав Міжнародну премію Декарта в 2007 році

## Особисте життя
У 1990 році Ісакссон вийшла заміж за американського гляціолога Джека Колера з Філадельфії, який також працює в Норвезькому полярному інституті. Вони мають двох дітей. Їхній будинок знаходиться в Тромсе на півночі Норвегії.